# Enchant
Enchant — американский музыкальный коллектив из Сан-Франциско, исполняющий композиции в стилях нео-прогрессивного рока и арт-рока с 1989 года.

## История
Группа Enchant образовалась в конце восьмидесятых годов, однако свой дебютный альбом A Blueprint of the World выпустила лишь четыре года спустя с помощью Стива Ротери из Marillion. В первый состав вошли гитарист Дуглас Отт, клавишник Майкл «Бенигнус» Геймер и барабанщик Пол Крэддик, в 1992 году к ним присоединились басист Эд Платт и певец Тед Леонард. В 1995 году группа впервые уходит в турне по Европе. После третьего альбома Time Lost в 1997 году Enchant проводят турне вместе с Dream Theater. Пол Крэддик параллельно с работой в группе занимается своим сольным проектом, в котором ему помогают Отт и Леонард, однако разногласия по поводу стиля заставляют его покинуть группу после выпуска альбома Juggling 9 or Dropping 10 в 2000 году и ему на смену приходит давний друг группы Шон Фланеган. Несколько раньше Майкл Геймер покинул группу, уступив место клавишника Биллу Дженкинсу. Отт объяснил уход Геймера тем фактом, что тот нашёл хорошо оплачиваемую работу в Сан-Франциско и перестал уделять достаточное количество времени группе.
В 2011 году вокалист Тед Леонард вошёл в состав группы Spock's Beard вместо покинувшего её Ника Д'Вирджилио. С Леонардом в качестве нового вокалиста и второго гитариста группа в 2013 году выпустила свой 11-й студийный альбом Brief Nocturnes and Dreamless Sleep. В 2014 году после долго перерыва Enchant выпустили очередной альбом The Great Divide.

## Состав
- Дуглас Отт (Doug Ott) — гитара
- Тед Леонард (Ted Leonard) — вокал
- Билл Дженкинс (Bill Jenkins) — клавишные
- Эд Платт (Ed Platt) — бас-гитара
- Шон Фланеган (Sean Flanegan) — ударные

### Бывшие участники
- Майкл Геймер (Michael «Benignus» Geimer) — клавишные
- Пол Крэддик (Paul Craddick) — ударные

## Дискография

### Студийные альбомы
- 1995 — A Blueprint of the World
- 1996 — Wounded
- 1997 — Time Lost
- 1998 — Break
- 2000 — Juggling 9 or Dropping 10
- 2002 — Blink of an Eye
- 2003 — Tug of War[англ.]
- 2014 — The Great Divide

### Концертные записи
- 2004 — Live at Last